# Of Queues and Cures
Of Queues and Cures je druhé studiové album britské skupiny National Health. Produkoval ho Mike Dunne. Album vyšlo v roce 1978 u vydavatelství Charly Records. Později vyšlo v několika reedicích, mimo jiné v roce 2009 u Esoteric Recordings.

## Seznam skladeb
| Pořadí | Název                                       | Autor        | Délka |
| ------ | ------------------------------------------- | ------------ | ----- |
| 1.     | The Bryden Two-Step (For Amphibians), Pt. 1 | Dave Stewart | 8:54  |
| 2.     | The Collapso                                | Stewart      | 6:19  |
| 3.     | Squarer for Maud                            | John Greaves | 11:51 |
| 4.     | Dreams Wide Awake                           | Phil Miller  | 8:50  |
| 5.     | Binoculars                                  | Pip Pyle     | 11:45 |
| 6.     | Phlakaton                                   | Pyle         | 0:09  |
| 7.     | The Bryden Two-Step (For Amphibians), Pt. 2 | Stewart      | 5:31  |

## Obsazení
National Health
- John Greaves – baskytara, zpěv
- Phil Miller – kytara
- Pip Pyle – bicí, perkuse, tleskání
- Dave Stewart – klávesy

Další hudebníci
- Selwyn Baptiste – bicí, steelpan
- Rick Biddulph – baskytara, klávesy
- Peter Blegvad – zpěv
- Georgie Born – baskytara, violoncello, zpěv
- Jimmy Hastings – klarinet, basklarinet, flétna, dechové nástroje
- Phil Minton – trubka
- Paul Nieman – pozoun
- Keith Thompson – hoboj